# EA Sports UFC 3
EA Sports UFC 3  är en Martial Artsspel från EA Sports som släpptes den 2 februari 2018.
UFC 3 är också den första titeln som stödjer RPM Tech, en revolutionerande motor som utvecklats av EA Sports, vilket mer exakt representerar karaktärsrörelser.